# Noyant-et-Aconin
Noyant-et-Aconin korábbi község Franciaországban, Aisne megyében. Lakosainak száma 495 fő (2019. január 1.). Noyant-et-Aconin Belleu, Berzy-le-Sec, Buzancy, Courmelles, Rozières-sur-Crise, Septmonts és Villemontoire községekkel határos.
2023. január 1-jén Berzy-le-Sec korábbi községgel egyesült és az így létrejött Bernoy-le-Château új község része lett.

## Népesség
A település népességének változása:
| Lakosok száma | 367  | 368  | 481  | 461  | 465  | 502  | 504  | 508  | 500  | 495  |
|               | 1968 | 1975 | 1990 | 1999 | 2006 | 2013 | 2015 | 2016 | 2018 | 2019 |